# John Russell Gray
John Russell Gray, novozelandski general, * 7. avgust 1900, † 5. julij 1942.